# Uroctea compactilis
Uroctea compactilis är en spindelart som beskrevs av Ludwig Carl Christian Koch 1878. Uroctea compactilis ingår i släktet Uroctea och familjen Oecobiidae. Inga underarter finns listade i Catalogue of Life.

## Bildgalleri

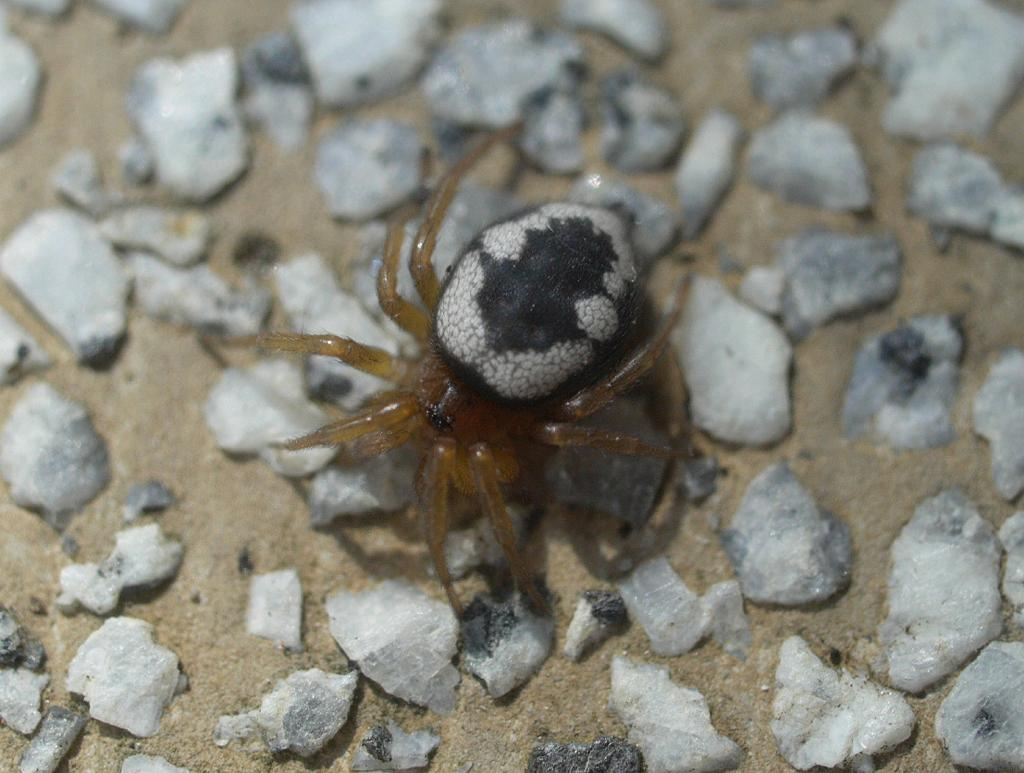
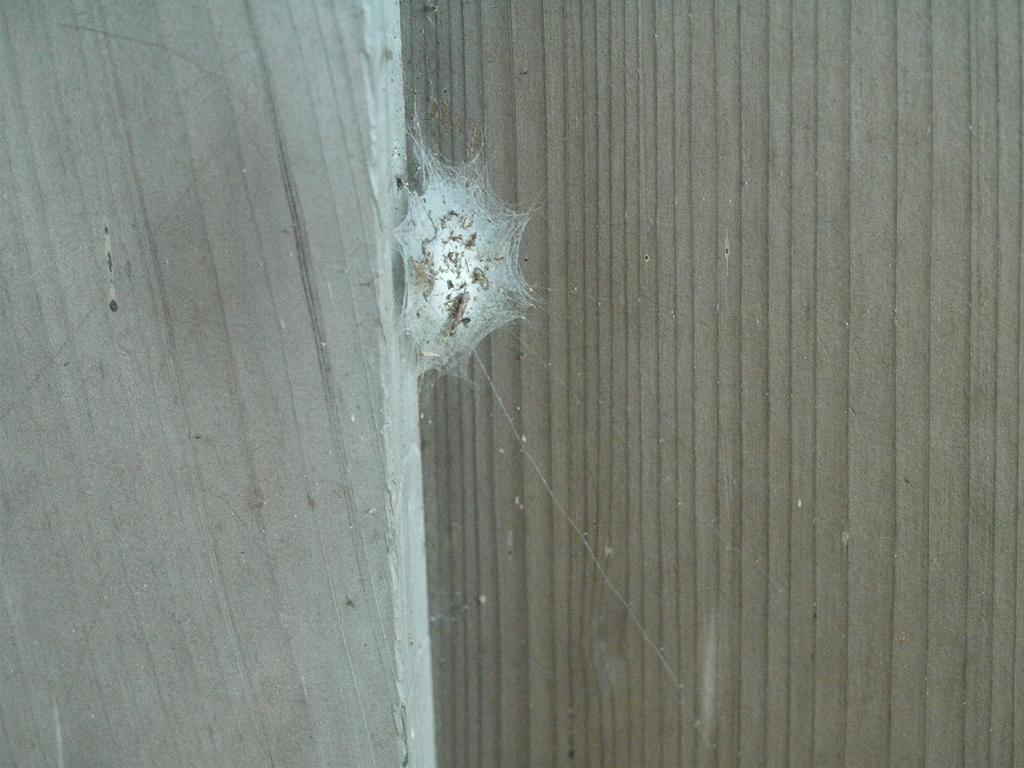